# Agromyza morivora
Agromyza morivora este o specie de muște din genul Agromyza, familia Agromyzidae, descrisă de Mitsuhiro Sasakawa și Fukuhara în anul 1965. Conform Catalogue of Life specia Agromyza morivora nu are subspecii cunoscute.